# Parachironomus tenuicaudatus
Parachironomus tenuicaudatus är en tvåvingeart som först beskrevs av Malloch 1915.  Parachironomus tenuicaudatus ingår i släktet Parachironomus och familjen fjädermyggor. Arten har ej påträffats i Sverige. Inga underarter finns listade i Catalogue of Life.